# Charta 08

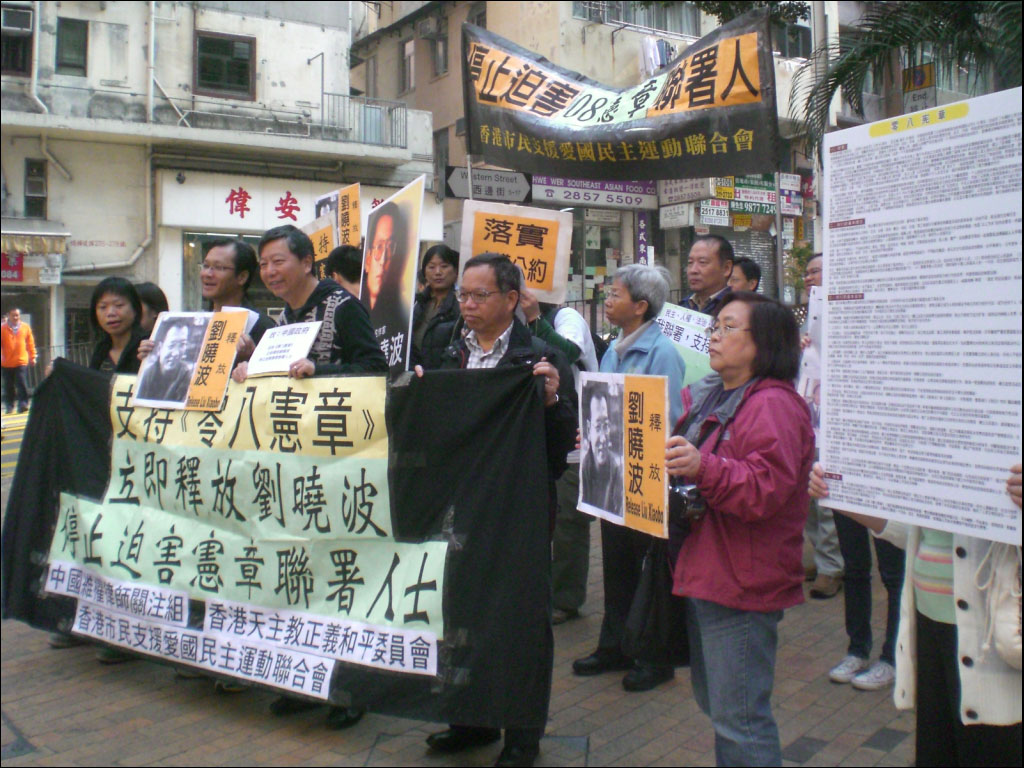
Demonstratie in HongKong tegen de arrestatie van Liu Xiaobo

Charta 08 is een internet-petitie die oproept tot politieke hervorming in de Volksrepubliek China. De petitie verscheen op 8 december 2008, op dat moment ondertekend door meer dan 350 prominente Chinese personen, waaronder schrijvers, intellectuelen, journalisten, juristen en gepensioneerde leden van de Communistische Partij. In de petitie wordt opgeroepen tot een nieuwe grondwet die de mensenrechten beschermt, een democratisch gekozen wetgevende macht, een onafhankelijke rechterlijke macht, vrijheid van meningsuiting en vrijheid van vereniging in China.

## Voorgeschiedenis
De naam ‘Charta’ (handvest) verwijst naar het Magna Carta (grote oorkonde), waarmee Engelse baronnen in 1215 de absolute macht van de koning beperkingen oplegden. Het Chinese Charta 08 is losjes gebaseerd op Charta 77 dat in 1977 in Tsjechoslowakije tot een soortgelijke politieke hervorming opriep. Er bestaat in China een sterke traditie van het aanbieden van petities aan de overheid. Dergelijke petities waren bijvoorbeeld aanleiding voor de massale demonstraties van studenten en anderen in 1989, die op 4 juni bloedig werden onderdrukt. Veel ondertekenaars van Charta 08 waren al eerder ondertekenaar van petities. Daaronder van petities die in de lente van 1995 opriepen tot meer democratie en voor hervormingen op het gebied van de mensenrechten. Meer dan vijftig mensen die de petities hadden ondertekend werden toen opgepakt. In november 2002 werd een ‘openbare brief’ gericht aan het 16e Nationale Congres van de Communistische Partij door 192 vooraanstaande burgers getekend. Enkele ondertekenaars werden daarna opgepakt. In augustus 2007 ondertekenden 42 prominenten een open brief die opriep tot hervorming met het oog op de Olympische Zomerspelen 2008; velen van hen ondertekenden ook Charta 08.

## Samenvatting van de petitie
De eisen van Charta 08 zijn bijna allemaal eerder verwoord in petities gericht aan de Chinese overheid. Dit handvest is echter veel uitgebreider en grondiger dan eerdere petities. In tegenstelling tot veel eerdere petities wordt er ditmaal niet aangedrongen op vrijlating of eerherstel van met name genoemde individuen. Opvallend in Charta 08 zijn verder de historische verwijzingen in het eerste hoofdstuk.

### I Preambule
Het is (in 2008) het honderdste jaar van de Chinese Grondwet, de zestigste verjaardag van de Universele Verklaring van de Rechten van de Mens, het dertigste jaar sinds in 1978 de Muur van de Democratie werd ingewijd in Peking als een forum voor vrijheid van meningsuiting, en de tiende verjaardag van China’s ondertekening van het Internationaal verdrag inzake burgerrechten en politieke rechten. Modernisering die gespeend is van universele waarden en een democratisch fundament is een rampzalig proces is dat mensen berooft van hun rechten, de menselijke natuur aantast en de menselijke waardigheid tenietdoet. Eerdere bewegingen en revoluties, zoals de Beweging voor Zelfversterking van de late 19e eeuw en de republikeinse revolutie van 1911 hebben het keizerlijk stelsel de genadeslag toegebracht, maar niet verhinderd dat opnieuw despotisme opkwam. Sinds 1949 is China alleen in naam een volksrepubliek. In feite overheerst de Partij. De heersende macht creëerde een keten van mensenrechtenrampen die tientallen miljoenen mensen het leven kostten. Aan het einde van de 20ste eeuw is de levensstandaard aanmerkelijk hoger geworden en zijn de machthebbers overgegaan tot geleidelijke erkenning van de mensenrechten. In 2004 is ‘het respecteren en beschermen van mensenrechten’ opgenomen in de Grondwet. Maar dat is blijven steken bij een erkenning op papier. Het verwerpen van politieke hervorming heeft geleid tot corruptie, een gebrekkige rechtsstaat, polarisering van de samenleving, schade aan het milieu, toenemende vijandigheid tussen overheid en bevolking, en een dramatische toename van incidenten. Het huidige stelsel heeft een punt bereikt waar verandering onontbeerlijk is.

### II Onze fundamentele concepten
- Vrijheid: Die is de kern van alle universele rechten, waaronder die op vrijheid van meninguiting, publicatie, geloof, vereniging, vergadering en beweging.
- Mensenrechten: Die worden niet toegekend door de staat, maar zijn rechten die iedereen geniet vanaf de geboorte. De politieke rampen uit het verleden van China zijn allemaal nauw verbonden met de veronachtzaming van mensenrechten door de autoriteiten.
- Gelijkheid: Ieder is gelijk in economische, culturele en politieke rechten, ongeacht sociale status, beroep, geslacht, economische situatie, etnische herkomst, huidskleur, religie of politieke overtuiging.
- Republicanisme: ‘Samen regeren, samen in vrede leven’. Het gaat om decentralisering van macht en het evenwicht van belangen, gebaseerd op verscheidenheid en op basis van gelijkheid; publieke zaken moeten vreedzaam worden afgehandeld.
- Democratie: De overheid wordt gekozen door het volk, beslissingen van de meerderheid beschermen de basisrechten van minderheden.
- Grondwettelijkheid: De grondwet beschermt de vrijheden en rechten van burgers en stelt grenzen aan de macht van de overheid.

### III Onze uitgangspunten
- 1. Herziening van de Grondwet. Die moet in overeenstemming zijn met het beginsel dat de soevereiniteit berust bij het volk.
- 2. Scheiding der machten. De wetgevende, rechtsprekende en uitvoerende machten moeten gescheiden en met elkaar in evenwicht zijn.
- 3. Democratisering van het proces dat tot wetgeving leidt. Alle wetgevende organen moeten direct worden gekozen.
- 4. Onafhankelijkheid van de rechterlijke macht. De Partijcomités voor politieke en wetgevende zaken moeten worden afgeschaft.
- 5. Openbare instellingen moeten nuttig zijn voor het publiek. Het leger moet loyaal zijn aan de Grondwet, ambtenaren en politie moeten politiek neutraal zijn, functies moeten beschikbaar zijn zonder bevoordeling van partijleden..
- 6. Bescherming van mensenrechten. Er moet een Mensenrechtencommissie worden ingesteld. Een ieder moet gevrijwaard blijven van onwettige arrestatie, gevangenschap en bestraffing. Het stelsel van heropvoeding door werk moet worden afgeschaft.
- 7. Verkiezingen voor openbare functies. Vrije en directe verkiezingen voor alle niveaus van bestuur moeten geleidelijk worden ingevoerd.
- 8. Gelijkheid van stad en platteland. Het huidige stelsel van registratie van huishoudens (hukou) moet worden afgeschaft. De vrijheid van beweging voor alle burgers moet worden beschermd.
- 9. Vrijheid van vereniging. Organisaties en politieke partijen moeten vrijelijk kunnen worden opgericht en slechts onderworpen zijn aan de Grondwet.
- 10. Vrijheid van vergadering. Vreedzame bijeenkomsten en demonstraties zijn fundamentele rechten.
- 11. Vrijheid van meningsuiting. Dat is de vrijheid van opinie, de persvrijheid en de academische vrijheid. Het verbod op het vrijelijk publiceren en dat op het ‘oproepen tot omverwerping van de staatsmacht’ moeten worden afgeschaft.
- 12. Geloofsvrijheid. Religie moet gevrijwaard zijn van overheidsbemoeienis, religieuze groepen behoeven geen toestemming van de overheid.
- 13. Burgerbewustzijn. Schaf de vormen van onderwijs en examinering af die diepgaand ideologisch zijn beïnvloed en het eenpartijstelsel dienen. Bevorder opvoeding en onderwijs die universele waarden en burgerrechten uitdragen.
- 14. Bescherming van eigendom. Daaronder de vrije markt, bescherming van ondernemerschap, particuliere eigendomsrechten en landrechten.
- 15. Belastinghervorming. Belastingen moet burgerrechten respecteren, transparent zijn, niet afhankelijk van politieke willekeur en voorwaarden scheppen voor particulier initiatief.
- 16. Sociale zekerheid. Bouw een stelsel dat alle burgers dekt en hun onderwijs, medische zorg, ouderenzorg en werkgelegenheid beschermt.
- 17. Milieubescherming. Bevorder duurzame ontwikkeling, versterk de verantwoordelijkheid van overheidsorganen en het toezicht van burgerorganisaties.
- 18. Federale republiek. Bescherm de vrije stelsels van Hongkong en Macau. Streef naar een vreedzame regeling en samenwerking in relaties over de zeestraat (Taiwan) en bevorder de wederzijdse relatie met etnische groepen.
- 19. Rechtsmaatregelen in de overgangsperiode. Eerherstel voor slachtoffers van politieke vervolging, vrijlating van politieke gevangenen en gewetensgevangenen, de instelling van een waarheidscommissie voor herstel van de historische waarheid, volledige aansprakelijkheid en gerechtigheid.

### IV Conclusie
China, als een van de grote naties van de wereld, permanent lid van de Veiligheidsraad van de Verenigde Naties en de Mensenrechtenraad van de Verenigde Naties, moet bijdragen aan de vrede en de vooruitgang in mensenrechten. Tot spijt van het volk houdt China als enige der grote landen echter nog vast aan een autoritair politiek stelsel. De keten van mensenrechtenrampen en sociale crises heeft de vooruitgang van de menselijke beschaving gehinderd. Politieke hervorming duldt geen langer uitstel. We hopen dat alle Chinese burgers in dit besef van verantwoordelijkheid zullen deelnemen aan deze burgerbeweging en de dromen zullen verwezenlijken die ons volk al meer dan honderd jaar nastreeft.

## Ondertekenaars
Onder de driehonderd oorspronkelijke ondertekenaars van Charta 08 zijn veel burgers die eerder vanwege hun oproepen tot democratisering en inzet voor burgerrechten door de Chinese overheid zijn vervolgd. Enkele namen:
- Bao Tong 鲍 彤 (Peking), voorheen voorzitter van de Staatsraad, sinds 1989 herhaaldelijk gearresteerd, in 1992 veroordeeld tot zeven jaar gevangenisstraf, sinds 1999 voortdurend onder toezicht van de veiligheidsdienst.[7]
- Ding Ziling 丁子霖 (Peking), moeder van een student die omkwam bij het Tiananmen-protest van 4 juni 1989, oprichter van een comité van familieleden, voortdurend onder toezicht van de veiligheidsdienst.[8]
- Liu Xiaobo 刘晓波 (Peking), filosoof, mensenrechtenverdediger en Nobelprijswinnaar, sinds 2003 voorzitter van de Chinese afdeling van de schrijversorganisatie PEN, bracht lange perioden door in heropvoedingskampen en onder huisarrest.[9]
- Gao Yu 高 瑜 (Peking), journaliste, vijftien maanden gevangen na 4 juni 1989, zes jaar gevangen na 1993, in 1999 onderscheiden met de journalistiekprijs van UNESCO.[10]
- Dai Qing 戴 晴 (Peking), journaliste, gevangen van juni 1989 tot januari 1990, China’s bekendste activiste tegen de Drieklovendam.[11]
- Mo Shaoping 莫少平 (Peking), de bekendste advocaat van degenen die voor politieke misdrijven terechtstonden, activist tegen de doodstraf[12]
- Chen Ziming 陈子明 (Peking), sociaal wetenschapper, gevangen 1989-1994 en 1995-1996, vrijgelaten op medische gronden, sindsdien lange perioden onder huisarrest.[13]
- Pu Zhiqiang 浦志强 (Peking), advocaat, stond diverse journalisten en schrijvers bij in zaken betreffende de persvrijheid.[14]
- Teng Biao 滕 彪 (Peking), advocaat, opgepakt en veelvuldig lastiggevallen vanwege zijn kritiek rondom de Olympische Zomerspelen 2008 in China.[15]
- Woeser [Öser] 唯 色 (Tibet), schrijfster, haar publicaties en blogs zijn herhaaldelijk verboden, ze is meermalen onder huisarrest geplaatst.
- Zheng Enchong 郑恩宠 (Shanghai), advocaat, voerde zaken voor burgers die slachtoffer waren van willekeurige huisuitzetting, gevangen 2003-2006 en opnieuw opgepakt in 2007.[16]

## Reacties
De Chinese regering reageerde door enkele van de ondertekenaars te bedreigen of vast te zetten. In eerste instantie werden zeventig ondertekenaars bij de politie ontboden. Toen het aantal ondertekenaars begin 2009 was gestegen tot zevenduizend, richten acties van de Chinese autoriteiten zich toenemend ook tegen degenen die waren opgekomen voor slachtoffers van twee schandalen uit 2008, de met gif gemengde melk en de gebrekkige maatregelen vóór en na de aardbeving in Sichuan.
Václav Havel, voormalig Tsjechisch dissident en president, reikte op 11 maart 2009 in Praag de Homo Homini-prijs 2008 uit aan Liu Xiaobo en andere ondertekenaars van Charta 08. Hij zei onder meer: ‘Omdat we zelf directe ervaring hebben met een totalitair stelsel en dictatuur, is het onze plicht degenen te helpen die de vrijheid nog niet genieten.’